# Federazione calcistica del Galles

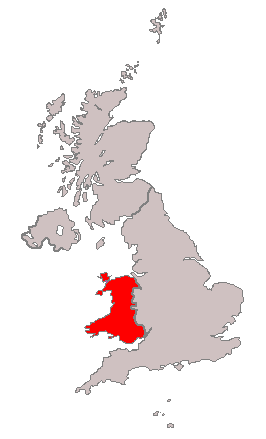
La giurisdizione della FAW (Galles)

La Football Association of Wales, acronimo FAW (gall. Cymdeithas Bêl-droed Cymru, acronimo CBDC) è la federazione calcistica gallese. Fondata nel 1876, ha sede a Cardiff ed è affiliata a UEFA e FIFA.
Le formazioni di club e la nazionale gallese partecipano alle competizioni continentali della UEFA.
La stagione del campionato gallese di calcio, la cui prima edizione si è svolta nel 1992-1993 e ha visto trionfare il Cwmbran Town, si svolge da agosto ad aprile.